# De lefvande dödas klubb
De lefvande dödas klubb är en svensk stumfilm i kortfilmsformat från 1913 med regi och manus av Carl Barcklind. Barcklind gör även filmens huvudroll och i övrigt medverkar bland andra Nils Arehn, Edla Lund och Hedvig Nenzén.
Filmen spelades in på försommaren 1913 i Svenska Biografteaterns ateljé på Lidingö utanför Stockholm och på Vaxholms hotell med Julius Jaenzon so fotograf. Förlaga var novellen The Suicide Club av Robert Louis Stevenson. Filmen har aldrig blivit visad i Sverige och blev heller inte inlämnad för granskning hos Statens Biografbyrå. I stället exporterades den till Norge och Danmark och hade urpremiär den 30 januari 1914 i Norge.

## Rollista
- Carl Barcklind – Dick Huntley, löjtnant
- Nils Arehn – Malcolm Huntley, överste, Dicks far
- Edla Lund – Edith Huntley, Dicks mor
- Hedvig Nenzén – Deddi Haget
- Hilma Barcklind – sjuksyster
- William Larsson – ej identifierad roll
- John Ekman – ej identifierad roll
- Harald Wehlnor – ej identifierad roll

### Fotnoter
1. 1 2  ”De lefvande dödas klubb”. Svensk Filmdatabas. http://sfi.se/sv/svensk-filmdatabas/Item/?itemid=3322&type=MOVIE&iv=Basic&ref=/templates/SwedishFilmSearchResult.aspx?id%3d1225%26epslanguage%3dsv%26searchword%3dde+lefvande%26type%3dMovieTitle%26match%3dBegin%26page%3d1%26prom%3dFalse. Läst 19 april 2013.